# Academia de Herborna
La Academia de Herborna (en latín: Academia Nassauensis, en alemán: Hohe Schule Herborn) fue una institución cristiana reformada de enseñanza superior en Herborna desde 1584 hasta 1817. La Academia fue un centro de ramismo enciclopédico y la cuna tanto de la teología del pacto como del pansofismo. Su facultad de teología continúa como Seminario Teológico de la Iglesia Evangélica de Asindia y Nasovia. La institución sostenía el principio de que toda teoría ha de ser funcional en el uso práctico, por lo que ha de ser didáctica (es decir, moralmente instructiva).

## Historia

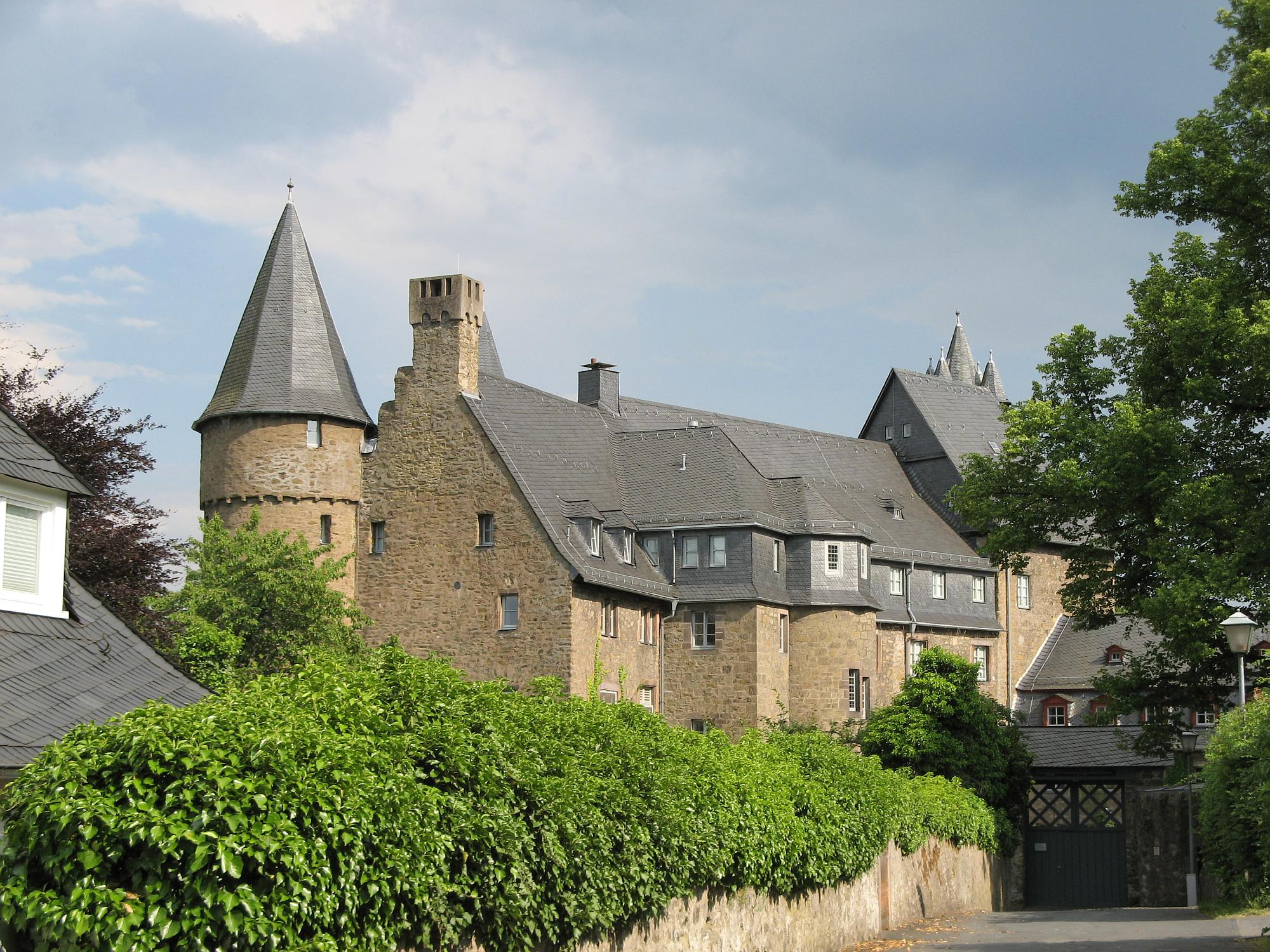
Castillo de Herborna, primera sede de la Academia desde 1588

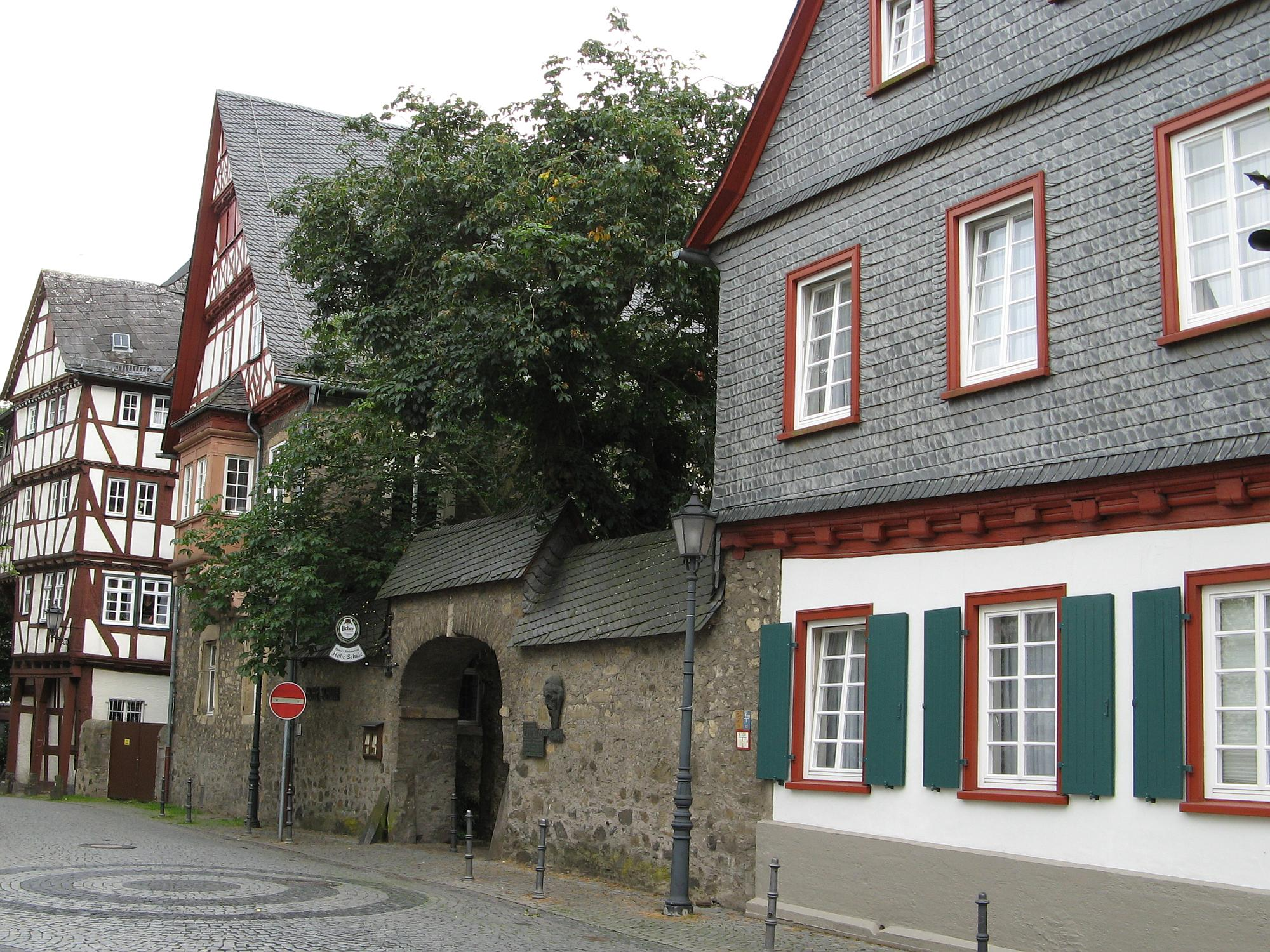
Los edificios de la Academia desde 1588 hasta 1817

En 1584 Conde Juan VI de Nasovia-Dilemburgo fundó la Academia Nassauensis como institución superior. La fundó a petición de su hermano Guillermo el Taciturno, Príncipe de Orange en el año de la muerte de éste. 
El soberano concedía a los estudiantes dos comidas calientes y tres litros de cerveza ligera al día. La Academia (Paedagogium) se encontraba originalmente en el Castillo. En 1588 Juan VI compró el antiguo ayuntamiento y, tras ampliarlo, lo cedió para uso de la Academia. Esta academia, que más tarde adquirió un cariz marcadamente calvinista, se amplió con cuatro facultades al estilo de una universidad convencional. Rápidamente se convirtió en una de las sedes educativas más importantes del movimiento reformado en Europa, llegando a ser conocida como centro del ramismo enciclopédico y como cuna de la teología del pacto y del pansofismo.
A pesar de los repetidos esfuerzos y de la indiscutible calidad de la enseñanza, la Academia Herborna nunca recibió la autorización imperial para autodenominarse universidad, en gran parte por tratarse de una fundación calvinista. En consecuencia, la escuela nunca tuvo autoridad para conceder doctorados.
Durante el período de 1594 a 1609, la Academia se trasladó de Herborna a Sigena, donde se alojó en los edificios del castillo bajo.
Juan Pescador publicó una traducción de la Reformada de la Biblia en Herborna entre 1602 y 1604.
En el primer apogeo, que duró hasta 1626, se matricularon en Herborna alrededor de 300 estudiantes al año; por ejemplo, 400 en 1603. Después de 1626, las cifras descendieron bruscamente antes de alcanzar un segundo pico entre 1685 y 1725. A partir de ese momento, la media de matriculados en Herborna fue sólo de unos 100. La fuerte fluctuación en la matrícula fue la historia común en Herborna: en un momento en 1745 había menos de cinco estudiantes en la ciudad. 
Desde su fundación en 1584 hasta su cierre en 1817, estudiaron en la academia unos 5,700 alumnos en total procedentes de toda Europa. Muchos procedían de Suiza, Bohemia, Moravia, Hungría o Escocia. Alrededor de 1,000 de ellos procedían de la propio Herborna.

## Facultades
En su fundación, la Academia contaba con cuatro facultades:
- Teología
- Medicina
- Derecho
- Filosofía

Este orden refleja el prestigio habitual de las facultades en la época.
Después hubo un colegio de Pedagogía.

### Docentes
| Nombre                                                   | Período              | Notas |
| -------------------------------------------------------- | -------------------- | --- |
| Gaspar Oleviano (1536–1587)                              | 1584–1587            | Rector fundador, dogmático y profesor de teología                                                                                       |
| Juan Pescador (1546–1625)                                | 1584–1625            | Profesor de teología, traductor |
| Juan Altusio (1563–1638)                                 | 1586–1604            | Profesor de Derecho, politólogo, rector entre 1600 y 1602                                                                               |
| Juan Enrique Alsted (1588–1638)                          | 1610–1628            | Profesor de filosofía y teología, redactor de la primera enciclopedia alemana                                                           |
| Zacarías Rosenbach (1595–1638)                           | 1623–1638            | Profesor de medicina y lenguas muertas                                                                                                  |
| Matías Pasor (1599–1658)                                 | 1623–1624            | Profesor de matemáticas, teología y lenguas                                                                                             |
| Juan Enrique Bisterfeld (1605–1655)                      | 1629                 | Profesor de filosofía |
| Matías Neteno (1618–1686)                                | 1669–1686            | Profesor de teología |
| Juan Melchor Steinberg (1625–1670)                       | 1655–1669            | Profesor de Teología |
| Juan Lorenzo Crolio (1641–1709)                          | 1674–1681            | Profesor de Retórica, filosofía práctica y pedagogía                                                                                    |
| Juan Voet (1647–1713)                                    | 1670–1674            | Profesor de Derecho romano |
| Juan Melchor (1646–1689)                                 | 1682–1689            | Profesor de teología y autor de la primera Biblia reformada para niños                                                                  |
| Nicolás Gürtel (1654–1711)                               | 1685–1688            | Profesor de Filosofía, y elocuencia, así como director del Colegio Pedagógico                                                           |
| Juan Enrique Florín (1650–1700)                          | 1688–1700            | Profesor en el Colegio de Pedagogía y desde 1691 profesor de teología                                                                   |
| Enrique Horch (1652–1729)                                | 1690–1698            | Profesor de Derecho eclesial y eclesiología, En 1698 se le privó de sus cargos Había calificado a las universidades de obra del diablo. |
| Ernesto Alejandro Otón Cornelio Pagenstecher (1697–1753) | 1722–1753?           | Profesor de Derecho, Rector de la Academia, consejero de la Casa de Orange desde 1733                                                   |
| Guillermo Bernardo Nebel (1699–1748)                     | 1700–1728            | Profesor de matemáticas física y medicina                                                                                               |
| Carlos Andrés Duker (1670–1752)                          | 1701–1704            | Profesor de historia y retórica en el Colegio de Pedagogía                                                                              |
| Juan Federico Schramm (1676–1753)                        | 1701–1707            | Profesor de Retórica, historia y lengua griega                                                                                          |
| Johann Matthias Florin (1680–1751)                       | 1707–1751            | Professor der Rhetorik, der Geschichte und der griechischen Sprache                                                                     |
| Juan Eberardo Rau (1695–1770)                            | 1721–1770            | Profesor de teología y de lengua griega y hebrea                                                                                        |
| Valentín Arnoldi (1712–1793)                             | 1745–1793            | Profesor de teología |
| Juan Casimiro Mieg (1712–1764)                           | 1733–1743; 1757–1764 | Profesor de filosofía y teología |
| Germán Federico Kahrel (1719–1787)                       | 1743–1762            | Profesor de filosofía y vicerrector entre 1760 y 1762                                                                                   |
| Juan Francisco Coing (1725–1792)                         | 1749–1753            | profesor de filosofía y matemáticas |
| Teodorico Cristóbal Ihringk (1727–1781)                  | 1750–1752            | Profesor de jurisprudencia |
| Johann Daniel Leers (1727–1774)                          | 1755–1774            | botánico, director de la Alta Escuela de Farmacología autor de la "Flora Herbornensis".                                                 |
| Wolrad Burchardi (1734–1793)                             | 1757–1793            | Profesor de Derecho, síndico universitario, archivista de la Academia y dos veces rector                                                |
| Juan Federico Fuchs (1739–1823)                          | 1767–1818            | Profesor de elocuencia y filosofía, después de teología y bibliotecario de la Academia                                                  |
| Wilhelm Otto (1800–1871)                                 | 1828–1867            | ab 1828 Profesor y Decano y a partir de 1837 Director del Seminario Teológico                                                           |

## Cierre
El 17 de diciembre de 1811 Napoleón promulgó un decreto para que el Ducado de Berg, al que Herborna se había anexado en 1806, estableciera una universidad estatal en Düsseldorf y cerrara en su favor la Academia de Herborna. Tras el fin del dominio napoleónico, esta directiva no fue revocada e incluso con la creación del Ducado de Nasovia en 1817, la Academia no fue reabierta. La Academia fue formalmente abolida en 1817 y sólo la facultad de teología continuó como seminario teológico.
La institución sucesora de la Academia, el Seminario Teológico de la Iglesia Evangélica de Asindia y Nasovia (EKHN), se encuentra ahora en el castillo de Herborna. Los edificios originales se utilizan actualmente como hotel y restaurante.